# Рудольф Долейши
Рудольф Долейши ( 21 травня 1907, Виногради — 27 вересня 1977) — чеський футболіст, захисник, гравець збірної Чехословаччини.

## Кар'єра
28 червня 1926 року зіграв за збірну Чехословаччини в товариському матчі проти Югославії, який завершився перемогою з рахунком 6:2. 
Грав за празький «Рапід», а з 1926 року — за празьку «Спарту». Чемпіон Чехословаччини 1927 року.

## Титули і досягнення
- Чемпіон Чехословаччини (1):

«Спарта» (Прага): 1927